# 5620 (année hébraïque)
5620 (hébreu : ה'תר"ך , abbr. : תר"ך) est une année hébraïque qui a commencé à la veille au soir du 29 septembre 1859 et s'est finie le 16 septembre 1860. Cette année a compté 354 jours. Ce fut une année simple dans le cycle métonique, avec un seul mois de Adar. Ce fut la sixième année depuis la dernière année de chemitta.

## Calendrier
Ce calendrier hébraïque de l'année 5620 donne les correspondances avec les dates du calendrier grégorien.
Le premier nombre dans chaque case correspond au jour du mois hébraïque. Les jours en couleurs sont des jours remarquables juifs .
| ◄◄ | 5620 | ►► |

## Naissances
- Alfred Dreyfus
- Theodor Herzl

## Décès
5615 - 5616 - 5617 - 5618 - 5619 - 5620 - 5621 - 5622 - 5623 - 5624 - 5625